# Yufu
Yufu (jap. 由布市 Yufu-shi) – miasto w Japonii, w prefekturze Ōita, w północno-wschodniej części wyspy Kiusiu.
Miasto zostało założone 1 października 2005 roku przez połączenie miejscowości z powiatu Ōita: Hasama, Shōnai oraz Yufuin.

## Populacja
Zmiany w populacji Yufu w latach 1970–2015:
| Rok  | Populacja |
| ---- | --------- |
| 1970 | 33 804    |
| 1975 | 32 994    |
| 1980 | 34 708    |
| 1985 | 35 945    |
| 1990 | 35 119    |
| 1995 | 34 773    |
| 2000 | 35 248    |
| 2005 | 35 386    |
| 2010 | 34 708    |
| 2015 | 34 276    |